# Arnold av Westfalen

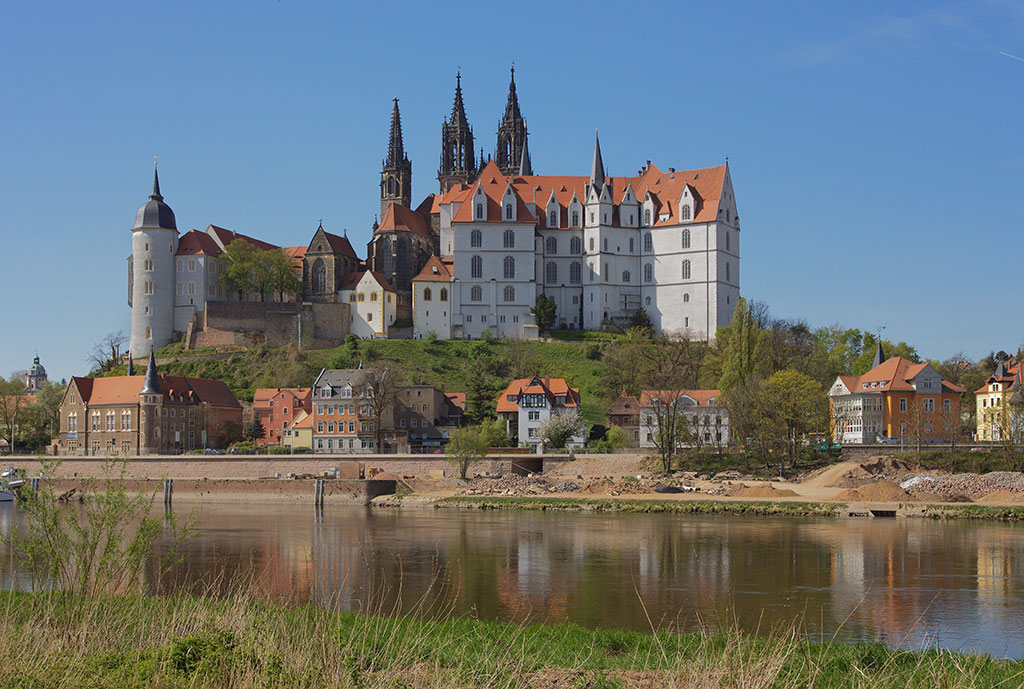
Albrechtsburg, vy från den östra flodsidan 2007.

Arnold av Westfalen, född cirka 1425, död 1480 eller 1481 i Meissen, var en tysk arkitekt. Inget tyder på att han kom från regionen Westfalen. Istället antas att han tillhörde adelssläkten Westfal från Leipzig.
Arnold fick sin utbildning av Hans Kumoller vid bygget av kyrkan St. Nicolai i Zerbst. Under Kumollers ledning var han mellan 1460 och 1466 delaktig i bygget av två broar över floden Elbe i Dresden respektive Meissen. För uppförandet av kyrkan St. Stephani i Calbe an der Saale var han ansvarig byggmästare. För ägaren Hugo von Schleinitz ledde han 1470 ombyggnaderna av borgen Kriebstein och slottet Rochsburg i Lunzenau. Andra arbeten på kyrkor och slott utförde han i Dresden (Residensslottet), Penig, Torgau, Leipzig och Zwickau.
Arnolds främsta verk är slottet Albrechtsburg i Meissen som han uppförde i sengotisk stil. Han omvandlade här en medeltida fortifikation till ett representativt palats.
Arnold gifte sig omkring 1479 med Margarethe Rülcke som var en förmögen adlig kvinna. Tillsammans köpte de från hennes släkt en herrgård i Langenau (idag del av Brand-Erbisdorf).